# Joseph Henri François Neumann
Joseph Henri François Neumann (16 de julio de 1800-1858) fue un botánico francés y horticultor del Jardin des Plantes de París. Era el padre de otro botánico: Louis Neumann (1827-1903). Trabajó y exploró extensamente en Madagascar.
Fue de los primeros que estudió la polinización artificial de la vainilla.

## Algunas publicaciones
- louis Neumann, joseph henri françois Neumann. 1844. Art de construire et de gouverner les serres. Editor Audot

## Honores

### Epónimos
Género
- (Bromeliaceae) Neumannia Brongn.[2]
- (Flacourtiaceae) Neumannia A.Rich.[3]

Especies
- (Araceae) Caladium neumanni Lem.[4]
- (Asteraceae) Cirsium neumanni Khek[5]

- La abreviatura «Neumann» se emplea para indicar a Joseph Henri François Neumann como autoridad en la descripción y clasificación científica de los vegetales.[6]